# Ekspedycja wschodniokarelska
Ekspedycja wschodniokarelska (fi. Vienan retkikunta) – fińska wyprawa wojskowa do Wschodniej Karelii w 1918 r., podczas fińskiej wojny domowej.

## Historia
Po wybuchu fińskiej wojny domowej pomiędzy Białymi i Czerwonymi Finami w styczniu 1918 r., w obozie tych pierwszych powstała koncepcja przeprowadzenia ekspedycji wojskowej do Wschodniej Karelii w celu jej włączenia w granice Finlandii. Część mieszkańców tej krainy popierała takie rozwiązanie. Było to związane z ideą utworzenia tzw. Wielkiej Finlandii. Dowództwo Białych Finów sformowało 2 grupy wojskowe, liczące ok. 1,5 tys. ludzi. W skład pierwszej większej grupy wchodziły elitarne fińskie oddziały jegierskie pod dowództwem por. Kurta Martti Walleniusa. Przekroczyła ona granicę w rejonie Kuusamo, ale po walce z silnym oddziałem Czerwonej Gwardii została zmuszona do odwrotu. Druga grupa dowodzona przez ppłk. Carla Wilhelma Malma, licząca ok. 350 żołnierzy, przedostała się bez problemu na drugą stronę granicy, po czym do 10 kwietnia podeszła pod miasto Kem na wybrzeżu Morza Białego. Była jednak zbyt słaba, aby zająć je, w związku z czym wycofała się do Uchty. Dowództwo fińskiej w takiej sytuacji zmieniło taktykę działania i nakazało zajmowanie kolejnych karelskich wsi i miasteczek, werbując ich mieszkańców do ochotniczych oddziałów. Okazało się jednak, że większość Karelów opowiada się za jakąś formą autonomii w składzie Rosji bolszewickiej, a nie za włączeniem do Finlandii. Jedynie mniejsza część popierała Finów i postanowiła wstąpić do ich oddziałów. Byli to Karelowie zamieszkujący głównie Uchtę i okoliczne tereny. W lipcu na czele oddziałów fińskich we Wschodniej Karelii stanął kpt. Toivo Kuisma. Jednakże fińskie dowództwo nie umiało się zdecydować, czy wysłać wsparcie, czy odesłać oddziały do Finlandii. Sytuacja się skomplikowała po wylądowaniu w Murmańsku wojsk alianckich, których zadaniem było powstrzymanie natarcia wojsk niemieckich i ich fińskich sojuszników. Alianci sformowali spośród Karelów kilka oddziałów zbrojnych. W Kem został utworzony pułk, który pod koniec sierpnia w rejonie Jyskyjärvi zaatakował fińskich interwentów. Do kolejnego starcia doszło 8 września pod Luusalmi. Do końca września Finowie byli jeszcze atakowani w rejonie miejscowości Kostamus i Vuokkiniemi. Walczyli z nimi także Czerwoni Finowie zgrupowani przez Brytyjczyków w tzw. Legionie Murmańskim. W tej sytuacji oddziały fińskie były zmuszone 2 października do wycofania się na terytorium Finlandii. Łączne ich straty wyniosły 122 zabitych.